# Herb Ustki
Herb Ustki – jeden z symboli miasta Ustka w postaci herbu.

## Wygląd i symbolika
Herb przedstawia w błękitnym polu tarczy żaglowiec trójmasztowy srebrny (z rozwiniętymi żaglami i o złotych pennantach na szczytach masztów), na falach o srebrnych grzywach. Poniżej, u podstawy tarczy, syrena ukoronowana złotą koroną, o złotych włosach i złotym (rybim) ogonie, z lewą ręką na biodrze, prawą – ujmująca dłonią rybę srebrną (łososia).
Herb symbolizuje trzy podstawowe źródła utrzymania mieszkańców nadmorskiej miejscowości:
- port (statek),
- kąpielisko (syrena zanurzona w wodzie)
- rybołówstwo (łosoś w ręku syreny).

## Historia

Dawny herb Ustki

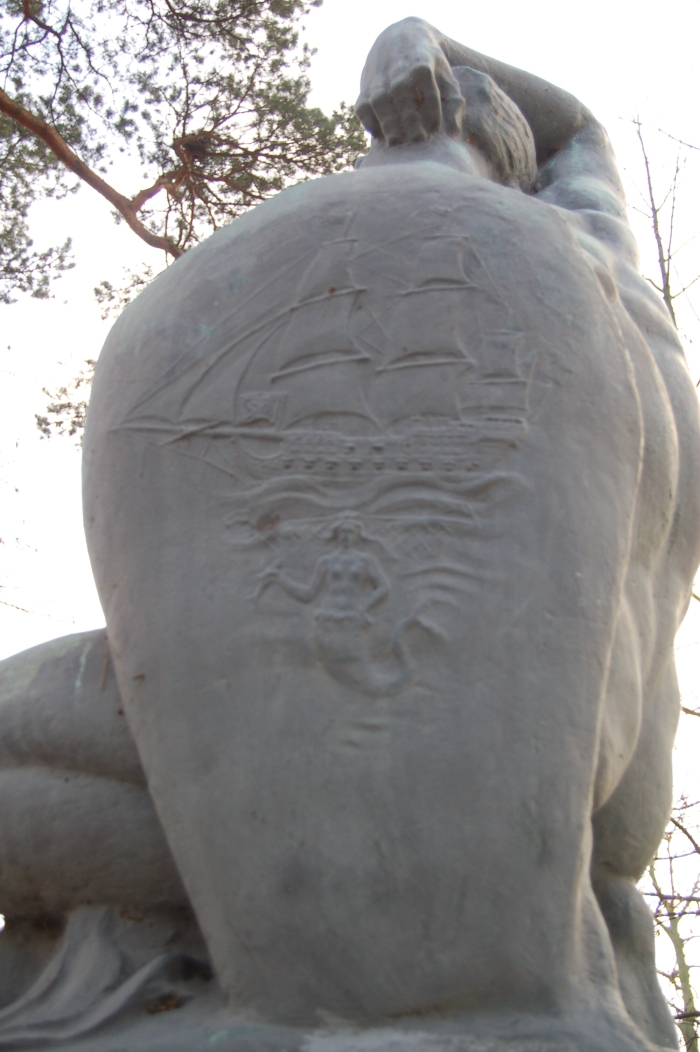
Herb na tarczy „Umierającego Wojownika”

Herb został stworzony w 1922 roku przez miejscowego artystę, malarza Wilhelma Granzowa. 
Herb Ustki znajduje się na tarczy „Umierającego Wojownika” – rzeźby upamiętniającej 76 ustczan poległych w I wojnie światowej. Po wojnie legendę do herbu wymyślił kaszubski pisarz Franciszek Fenikowski.
W 2006 roku „odświeżono” herb miejski.

## Legenda

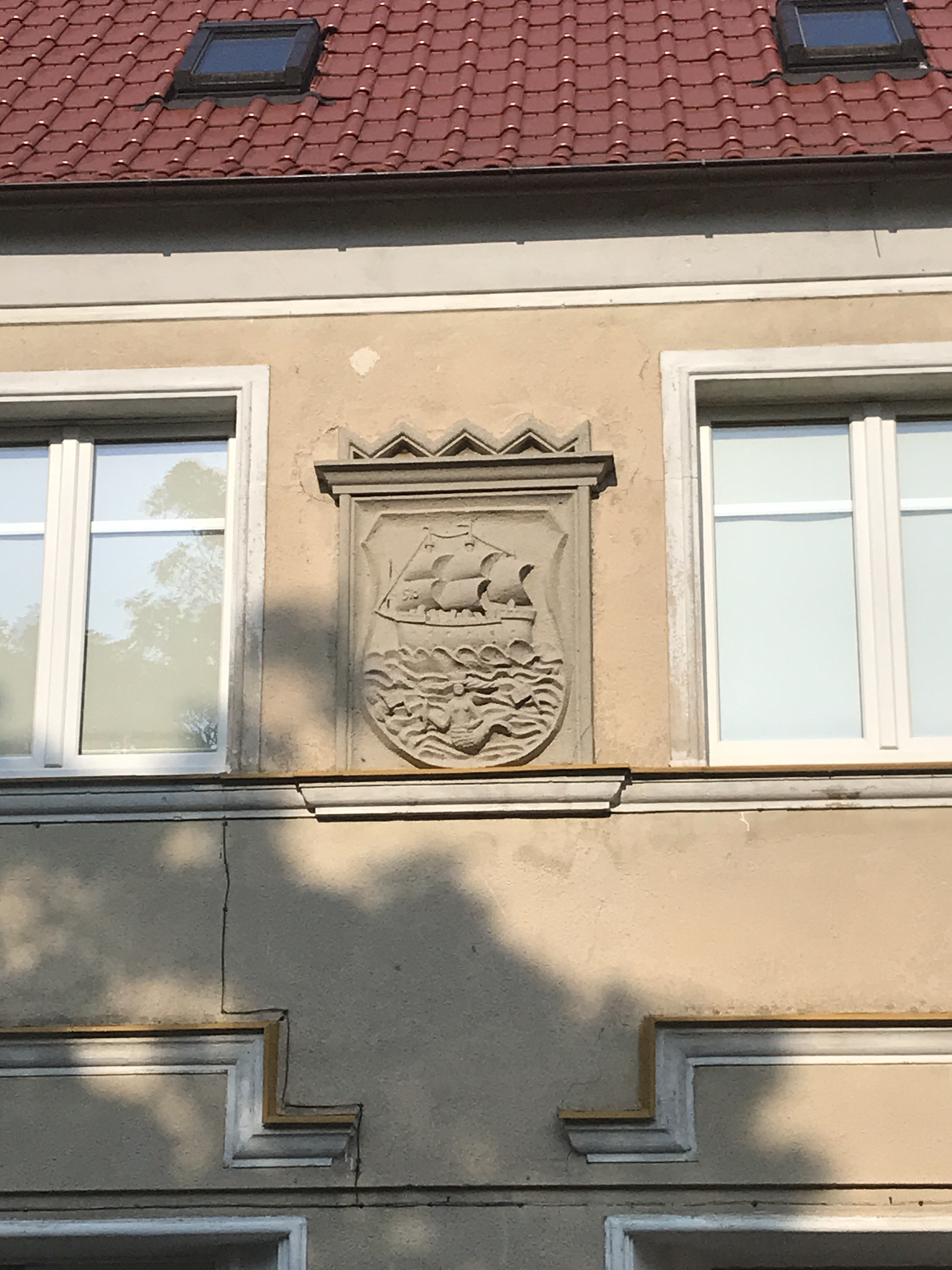
Herb na budynku mieszkalnym przy ul. Kopernika

Najbiedniejsza ustecka wdowa miała na imię Marusza Skoczkowa. Jej syn Gwido wypłynął na morze na okręcie żaglowym kupca Prospera, aby zarobić na utrzymanie matki i swoje. Długo nie wracał i biedna wdowa wypatrzyła oczy spoglądając w morską dal. Właściciel szkunera odmówił biednej wdowie wsparcia, ale ulitowała się nad nią Bryzga Rosowa. Codziennie przynosiła opuszczonej kobiecie łososia, a któregoś dnia rzekła: „Bryzgi Rosowej posłuchaj rady: jutro nim z morza brzask wstanie blady, przetrzyj źrenice rybią wątrobą. Mija niedola, szczęście przed tobą”.
Kiedy Marusza wykonała polecenie tajemniczej mieszkanki fal, cudownie odzyskała wzrok, a z morskiego brzegu dostrzegła powracający szkuner „Wieloryb”, na pokładzie którego znajdował się jej syn Gwido.